# Diecezja Daloa
Diecezja Daloa – diecezja rzymskokatolicka w Wybrzeżu Kości Słoniowej. Powstała w 1940 jako wikariat apostolski Sassandra. W 1955 ustanowiony diecezją Daloa.

## Ordynariusze
- Wikariusze apostolscy  Sassandra
  - Bp Alphonse Charles Kirmann, S.M.A. (1940 – 1955)
- Biskupi Daloa
  - Bp Jean Marie Etrillard, S.M.A. (1956 – 1956)
  - Bp Pierre-Eugène Rouanet, S.M.A. (1956 – 1975)
  - Bp Pierre-Marie Coty (1975 – 2005)
  - Bp Maurice Konan Kouassi (2005 – 2018)
  - Bp Marcellin Yao Kouadio (od 2018)